# Selección de fútbol de Malí
La selección de fútbol de Malí es el equipo representativo de este país en las competiciones oficiales. Su organización está a cargo de la Federación Maliense de Fútbol perteneciente a la Confederación Africana de Fútbol y a la FIFA.
Si bien Mali es una importante potencia del fútbol juvenil tanto en África como en el mundo, nunca se ha clasificado para ninguna Copa del Mundo en la selección absoluta en su historia. Se han clasificado para la Copa Africana de Naciones en 13 ocasiones, desde 2008 consecutivamente. Y su mayor logro ha sido el subcampeonato en la Copa Africana de Naciones 1972.
Mali fue suspendido por la FIFA el 17 de marzo de 2017 debido a la "interferencia del gobierno" con la Federación Maliense de Fútbol, concretamente la disolución de su comité ejecutivo.[4] Sin embargo, la FIFA reinstauró al equipo el 29 de abril después de que el gobierno de Malí reintrodujera el comité ejecutivo.

## Historia

### Inicios y ascenso a lo más alto del fútbol africano (1960-1972)
El Sudán francés se independizó de Francia en 1960 y se convirtió en la Federación de Malí junto con Senegal. Unos meses más tarde, la federación se disuelve y nace la República de Mali.
Tras la fundación de la Federación Maliense de Fútbol, en 1960 la selección nacional participó en la Copa Kwame Nkrumah, venciendo a Sierra Leona el 10 de julio en Bamako gracias a un gol de Karounga Kéïta. La República de Malí jugó su primer partido tras su independencia el 22 de septiembre de 1960 contra Nigeria. El 8 de noviembre de 1960 ganó en Lagos por 3-1. 
Finalista de la Copa Kwame Nkrumah de 1963, perdió 4-0 contra Ghana en Acra, después de haber eliminado a Senegal el 24 de febrero de 1963 en el primer partido entre los dos equipos tras la separación de la Federación de Malí, que tuvo lugar el 19 de agosto. 1960. En ese equipo estaban Ousmane Traoré "Ousmanebléni", Abdoulaye Diawara "Blocus", el portero Abdoulaye Traoré "Elastic".
Posteriormente Mali participó, por primera vez en la clasificación para la Copa Africana de Naciones de 1965, compartiendo grupo junto a Guinea y Senegal, su debut absoluto en una competición oficial se dio con una derrota ante Senegal, de local; posteriormente perdería nuevamente ante su similar por 3-1 de visitante, Salif Keïta marcó el primer gol de Mali en una competición oficial; el 23 de mayo de 1965, Mali obtiene su primera victoria oficial por 2-0 sobre Guinea, para posteriormente perder por 2-1 ante Guinea, para así terminar último en su grupo
Mali volvió a participar en la clasificación para la Copa Africana de Naciones de 1968, esta vez encuadrados junto a Argelia y Alto Volta, terminando eliminados nuevamente por debajo de Argelia; asimismo, para la Copa Africana de Naciones de 1970, en la primera ronda se enfrentaron a Alto Volta, ganando por W.O, ya en la ronda final se midieron ante Costa de Marfil, perdiendo por 4-0 en Abiyán.
Mali se clasificó por primera vez a la Copa Africana de Naciones de 1972, luego de superar fácilmente a Níger, por un global de 4-1 en la primera ronda y en la fase final, se midieron ante su similar de Guinea; en el partido de ida empataron sin goles; sin embargo, en Bamako y de local Mali golea 3-1 a su rival y se clasificó por primera vez a un torneo oficial. Dirigido por el alemán Karl-Heinz Weigang, fueron encuadrados en el grupo A, junto al anfitrión Camerún, Togo y Kenia; Mali hizo su debut absoluto con un empate 3-3 ante Togo, Bakary Traoré marcó el primer gol maliense en un torneo oficial, Keita y Bako Traoré anotaron el resto de goles; posteriormente se enfrentaría a Kenia empatando 1-1, Fantamady Keita anotó para los malienses; ya en su último partido volvieron a empatar esta vez con Camerún con otro gol de Keita, clasificándose a la segunda ronda, se enfrentaría a Zaire ganando con un agónico gol al 92' de Keita, clasificándose así a su primer y única final en su historia ante Congo, perdiendo por 3-2.

### Decadencia del fútbol maliense (1972-1994)
A pesar de no haberse clasificado para un Mundial hasta el momento, la selección de fútbol de Malí tiene una larga historia futbolística. En 1972 El equipo tenía a estrellas como Kidian Diallo, Salif Keïta, Fantamady Keïta o Toure de Bako (todos jugaron o llegaron a su máximo esplendor en el fútbol de Francia) logró acceder a la Copa Africana de Naciones, pero perdió la final 3-2 contra Congo, quedándose con el segundo puesto.
Más allá de las apariencias en la Copa Africana de Naciones, La selección ha tenido estrellas notables de los 70 y 80 como Drissa Traore, Gaoussou Samaké, Mohamed Djila y Abdoulaye Kaloga.

### Reaparición en el continente
En 1994, un equipo que tenía al lateral Osumane Farota (quién fue máximo goleador del torneo) y al mediocampista Pathé Diallo venció al organizador de la copa, Túnez, en el partido de apertura y consiguió alcanzar las semifinales.

### Afianzamiento en África (2000-2010)
Su primer partido de clasificación para el Mundial se disputó en el año 2000. En el marco de las eliminatorias de la CAF para el Mundial de 2002, Mali perdió en la ronda preliminar ante Libia. Dos años más tarde, el país fue sede de la Copa Africana de Naciones de 2002.[6]
En su vuelta a un torneo importante luego de ocho años los malienses, fueron encuadrados en el Grupo A, junto a Nigeria, Liberia y Argelia; su debut se dio con un empate 1-1, Seydou Keita anotó el empate después que Liberia se adelantara con gol de su estrella George Weah, posteriormente empatarían sin goles ante Nigeria y en su último partido derrotarian por 2-0 a los argelinos con goles de Bagayoko y Touré. En los cuartos de final, los malienses se midieron ante Sudáfrica, con una cómoda victoria por 2-0 con goles de Bassala Touré y Dramane Coulibaly, ya en semifinales se enfrentaron al posterior campeón, Camerún, que con un doblete de Olembé y gol de Foé destruyeron los sueños de los anfitriones por volver a una final 30 años después, ya en el partido por la medalla de bronce, se midieron nuevamente ante Nigeria esta vez perdiendo con un solitario gol de Aiyegbeni Yakubu, quedándose así con el cuarto puesto.
En la fase de clasificación para el Mundial de 2006, Mali venció a Guinea-Bisáu en la fase preliminar. En la segunda ronda , Mali terminó quinto en su grupo. El 27 de marzo de 2005, estallaron disturbios en Bamako después de que Mali perdiera un partido ante Togo, por 2-1 con un gol de último minuto.

## Uniforme
| 2015 | 2017 - 2019 | 2019 - 2023 | 2022 - 2023 | 2023 - Actual |

| 2015 | 2017 - 2019 | 2019 - 2022 | 2022 - 2023 | 2023 - Actual |

## Últimos partidos y próximos encuentros
Actualizado al último partido jugado el 24 de marzo de 2025
| Fecha      | Ciudad        | Local               | Resultado | Visitante    | Competición                            |
| ---------- | ------------- | ------------------- | --------- | ------------ | -------------------------------------- |
| 11-06-2024 | Johannesburgo | Madagascar          | 0:0       | Malí         | Clasificación Copa Mundial 2026        |
| 05-09-2024 | Bamako        | Malí                | 1:1       | Mozambique   | Clas. Copa Africana de Naciones 2025   |
| 10-09-2024 | Mbombela      | Suazilandia         | 0:1       | Malí         | Clas. Copa Africana de Naciones 2025   |
| 11-10-2024 | Bamako        | Malí                | 1:0       | Guinea-Bisáu | Clas. Copa Africana de Naciones 2025   |
| 15-10-2024 | Bisáu         | Guinea-Bisáu        | 0:0       | Malí         | Clas. Copa Africana de Naciones 2025   |
| 15-11-2024 | Maputo        | Mozambique          | 0:1       | Malí         | Clas. Copa Africana de Naciones 2025   |
| 19-11-2024 | Bamako        | Malí                | 6:0       | Suazilandia  | Clas. Copa Africana de Naciones 2025   |
| 22-12-2024 | Nuakchot      | Mauritania          | 1:0       | Malí         | Clasificación Campeonato Africano 2025 |
| 29-12-2024 | Bamako        | Malí                | 0:0       | Mauritania   | Clasificación Campeonato Africano 2025 |
| 20-03-2025 | Berkán        | Comoras             | 0:3       | Malí         | Clasificación Copa Mundial 2026        |
| 24-03-2025 | Casablanca    | Rep. Centroafricana | 0:0       | Malí         | Clasificación Copa Mundial 2026        |
| 05-06-2025 | Loiret        | Rep. Dem. del Congo | -:-       | Malí         | Partido amistoso                       |

## Estadísticas

### Copa Mundial de Fútbol
| Año   | Ronda                   | Posición                | PJ                      | PG                      | PE                      | PP                      | GF                      | GC                      | Dif.                    | Goleador                |
| ----- | ----------------------- | ----------------------- | ----------------------- | ----------------------- | ----------------------- | ----------------------- | ----------------------- | ----------------------- | ----------------------- | ----------------------- |
| 1930  | No existía la selección | No existía la selección | No existía la selección | No existía la selección | No existía la selección | No existía la selección | No existía la selección | No existía la selección | No existía la selección | No existía la selección |
| 1934  | No existía la selección | No existía la selección | No existía la selección | No existía la selección | No existía la selección | No existía la selección | No existía la selección | No existía la selección | No existía la selección | No existía la selección |
| 1938  | No existía la selección | No existía la selección | No existía la selección | No existía la selección | No existía la selección | No existía la selección | No existía la selección | No existía la selección | No existía la selección | No existía la selección |
| 1950  | No existía la selección | No existía la selección | No existía la selección | No existía la selección | No existía la selección | No existía la selección | No existía la selección | No existía la selección | No existía la selección | No existía la selección |
| 1954  | No existía la selección | No existía la selección | No existía la selección | No existía la selección | No existía la selección | No existía la selección | No existía la selección | No existía la selección | No existía la selección | No existía la selección |
| 1958  | No existía la selección | No existía la selección | No existía la selección | No existía la selección | No existía la selección | No existía la selección | No existía la selección | No existía la selección | No existía la selección | No existía la selección |
| 1962  | No participó            | No participó            | No participó            | No participó            | No participó            | No participó            | No participó            | No participó            | No participó            | No participó            |
| 1966  | Se retiró               | Se retiró               | Se retiró               | Se retiró               | Se retiró               | Se retiró               | Se retiró               | Se retiró               | Se retiró               | Se retiró               |
| 1970  | No participó            | No participó            | No participó            | No participó            | No participó            | No participó            | No participó            | No participó            | No participó            | No participó            |
| 1974  | No participó            | No participó            | No participó            | No participó            | No participó            | No participó            | No participó            | No participó            | No participó            | No participó            |
| 1978  | No participó            | No participó            | No participó            | No participó            | No participó            | No participó            | No participó            | No participó            | No participó            | No participó            |
| 1982  | No participó            | No participó            | No participó            | No participó            | No participó            | No participó            | No participó            | No participó            | No participó            | No participó            |
| 1986  | No participó            | No participó            | No participó            | No participó            | No participó            | No participó            | No participó            | No participó            | No participó            | No participó            |
| 1990  | No participó            | No participó            | No participó            | No participó            | No participó            | No participó            | No participó            | No participó            | No participó            | No participó            |
| 1994  | Se retiró               | Se retiró               | Se retiró               | Se retiró               | Se retiró               | Se retiró               | Se retiró               | Se retiró               | Se retiró               | Se retiró               |
| 1998  | Se retiró               | Se retiró               | Se retiró               | Se retiró               | Se retiró               | Se retiró               | Se retiró               | Se retiró               | Se retiró               | Se retiró               |
| 2002  | No clasificó            | No clasificó            | No clasificó            | No clasificó            | No clasificó            | No clasificó            | No clasificó            | No clasificó            | No clasificó            | No clasificó            |
| 2006  | No clasificó            | No clasificó            | No clasificó            | No clasificó            | No clasificó            | No clasificó            | No clasificó            | No clasificó            | No clasificó            | No clasificó            |
| 2010  | No clasificó            | No clasificó            | No clasificó            | No clasificó            | No clasificó            | No clasificó            | No clasificó            | No clasificó            | No clasificó            | No clasificó            |
| 2014  | No clasificó            | No clasificó            | No clasificó            | No clasificó            | No clasificó            | No clasificó            | No clasificó            | No clasificó            | No clasificó            | No clasificó            |
| 2018  | No clasificó            | No clasificó            | No clasificó            | No clasificó            | No clasificó            | No clasificó            | No clasificó            | No clasificó            | No clasificó            | No clasificó            |
| 2022  | No clasificó            | No clasificó            | No clasificó            | No clasificó            | No clasificó            | No clasificó            | No clasificó            | No clasificó            | No clasificó            | No clasificó            |
| 2026  | Por disputarse          | Por disputarse          | Por disputarse          | Por disputarse          | Por disputarse          | Por disputarse          | Por disputarse          | Por disputarse          | Por disputarse          | Por disputarse          |
| 2030  | Por disputarse          | Por disputarse          | Por disputarse          | Por disputarse          | Por disputarse          | Por disputarse          | Por disputarse          | Por disputarse          | Por disputarse          | Por disputarse          |
| 2034  | Por disputarse          | Por disputarse          | Por disputarse          | Por disputarse          | Por disputarse          | Por disputarse          | Por disputarse          | Por disputarse          | Por disputarse          | Por disputarse          |
| Total | 0/22                    | -                       | -                       | -                       | -                       | -                       | -                       | -                       | -                       |                         |

### Copa Africana de Naciones
| Año   | Ronda                   | Posición                | PJ                      | PG                      | PE                      | PP                      | GF                      | GC                      | Dif.                    | Goleador                                                      |
| ----- | ----------------------- | ----------------------- | ----------------------- | ----------------------- | ----------------------- | ----------------------- | ----------------------- | ----------------------- | ----------------------- | ------------------------------------------------------------- |
| 1957  | No existía la selección | No existía la selección | No existía la selección | No existía la selección | No existía la selección | No existía la selección | No existía la selección | No existía la selección | No existía la selección | No existía la selección                                       |
| 1959  | No existía la selección | No existía la selección | No existía la selección | No existía la selección | No existía la selección | No existía la selección | No existía la selección | No existía la selección | No existía la selección | No existía la selección                                       |
| 1962  | No participó            | No participó            | No participó            | No participó            | No participó            | No participó            | No participó            | No participó            | No participó            | No participó                                                  |
| 1963  | No participó            | No participó            | No participó            | No participó            | No participó            | No participó            | No participó            | No participó            | No participó            | No participó                                                  |
| 1965  | No clasificó            | No clasificó            | No clasificó            | No clasificó            | No clasificó            | No clasificó            | No clasificó            | No clasificó            | No clasificó            | No clasificó                                                  |
| 1968  | No clasificó            | No clasificó            | No clasificó            | No clasificó            | No clasificó            | No clasificó            | No clasificó            | No clasificó            | No clasificó            | No clasificó                                                  |
| 1970  | No clasificó            | No clasificó            | No clasificó            | No clasificó            | No clasificó            | No clasificó            | No clasificó            | No clasificó            | No clasificó            | No clasificó                                                  |
| 1972  | Subcampeón              | 2°                      | 5                       | 1                       | 3                       | 1                       | 11                      | 11                      | 0                       | Fantamady Keita (5)                                           |
| 1974  | No clasificó            | No clasificó            | No clasificó            | No clasificó            | No clasificó            | No clasificó            | No clasificó            | No clasificó            | No clasificó            | No clasificó                                                  |
| 1976  | No clasificó            | No clasificó            | No clasificó            | No clasificó            | No clasificó            | No clasificó            | No clasificó            | No clasificó            | No clasificó            | No clasificó                                                  |
| 1978  | No clasificó            | No clasificó            | No clasificó            | No clasificó            | No clasificó            | No clasificó            | No clasificó            | No clasificó            | No clasificó            | No clasificó                                                  |
| 1980  | No clasificó            | No clasificó            | No clasificó            | No clasificó            | No clasificó            | No clasificó            | No clasificó            | No clasificó            | No clasificó            | No clasificó                                                  |
| 1982  | No clasificó            | No clasificó            | No clasificó            | No clasificó            | No clasificó            | No clasificó            | No clasificó            | No clasificó            | No clasificó            | No clasificó                                                  |
| 1984  | No clasificó            | No clasificó            | No clasificó            | No clasificó            | No clasificó            | No clasificó            | No clasificó            | No clasificó            | No clasificó            | No clasificó                                                  |
| 1986  | No clasificó            | No clasificó            | No clasificó            | No clasificó            | No clasificó            | No clasificó            | No clasificó            | No clasificó            | No clasificó            | No clasificó                                                  |
| 1988  | No clasificó            | No clasificó            | No clasificó            | No clasificó            | No clasificó            | No clasificó            | No clasificó            | No clasificó            | No clasificó            | No clasificó                                                  |
| 1990  | No clasificó            | No clasificó            | No clasificó            | No clasificó            | No clasificó            | No clasificó            | No clasificó            | No clasificó            | No clasificó            | No clasificó                                                  |
| 1992  | No clasificó            | No clasificó            | No clasificó            | No clasificó            | No clasificó            | No clasificó            | No clasificó            | No clasificó            | No clasificó            | No clasificó                                                  |
| 1994  | Cuarto lugar            | 4°                      | 5                       | 2                       | 0                       | 3                       | 4                       | 8                       | -4                      | Coulibaly, Diallo, Sidibé y Traoré (1)                        |
| 1996  | No clasificó            | No clasificó            | No clasificó            | No clasificó            | No clasificó            | No clasificó            | No clasificó            | No clasificó            | No clasificó            | No clasificó                                                  |
| 1998  | No clasificó            | No clasificó            | No clasificó            | No clasificó            | No clasificó            | No clasificó            | No clasificó            | No clasificó            | No clasificó            | No clasificó                                                  |
| 2000  | No clasificó            | No clasificó            | No clasificó            | No clasificó            | No clasificó            | No clasificó            | No clasificó            | No clasificó            | No clasificó            | No clasificó                                                  |
| 2002  | Cuarto lugar            | 4°                      | 6                       | 2                       | 2                       | 2                       | 5                       | 5                       | 0                       | Bassala Touré (2)                                             |
| 2004  | Cuarto lugar            | 4°                      | 6                       | 3                       | 1                       | 2                       | 10                      | 10                      | 0                       | Frédéric Kanouté (4)                                          |
| 2006  | No clasificó            | No clasificó            | No clasificó            | No clasificó            | No clasificó            | No clasificó            | No clasificó            | No clasificó            | No clasificó            | No clasificó                                                  |
| 2008  | Fase de grupos          | 10°                     | 3                       | 1                       | 1                       | 1                       | 1                       | 3                       | -2                      | Frederic Kanouté (1)                                          |
| 2010  | Fase de grupos          | 9°                      | 3                       | 1                       | 1                       | 1                       | 7                       | 6                       | +1                      | Seydou Keita (3)                                              |
| 2012  | Tercer lugar            | 3°                      | 6                       | 3                       | 1                       | 2                       | 6                       | 5                       | +1                      | Cheick Diabaté (3)                                            |
| 2013  | Tercer lugar            | 3°                      | 6                       | 2                       | 2                       | 2                       | 7                       | 8                       | -1                      | Seydou Keita (3)                                              |
| 2015  | Fase de grupos          | 10°                     | 3                       | 0                       | 3                       | 0                       | 3                       | 3                       | 0                       | Yatabaré, Sako y Maïga (1)                                    |
| 2017  | Fase de grupos          | 12°                     | 3                       | 0                       | 2                       | 1                       | 1                       | 2                       | -1                      | Yves Bissouma (1)                                             |
| 2019  | Octavos de final        | 11°                     | 4                       | 2                       | 1                       | 1                       | 6                       | 3                       | +3                      | Diaby, Haidara, Samassékou, A. Traoré, N. Traoré y Marega (1) |
| 2021  | Octavos de final        | 11°                     | 4                       | 2                       | 2                       | 0                       | 4                       | 1                       | +3                      | Ibrahima Koné (3)                                             |
| 2023  | Cuartos de final        | 7°                      | 5                       | 2                       | 2                       | 1                       | 6                       | 4                       | +2                      | Lassine Sinayoko (3)                                          |
| 2025  | Clasificado             | Clasificado             | Clasificado             | Clasificado             | Clasificado             | Clasificado             | Clasificado             | Clasificado             | Clasificado             | Clasificado                                                   |
| 2027  | Por definir             | Por definir             | Por definir             | Por definir             | Por definir             | Por definir             | Por definir             | Por definir             | Por definir             | Por definir                                                   |
| Total | 14/35                   | 12°                     | 59                      | 21                      | 21                      | 17                      | 71                      | 69                      | +2                      | Seydou Keita (8)                                              |

### Campeonato Africano de Naciones
| Año   | Ronda            | Posición     | PJ           | PG           | PE           | PP           | GF           | GC           | Dif.         | Goleador                                               |
| ----- | ---------------- | ------------ | ------------ | ------------ | ------------ | ------------ | ------------ | ------------ | ------------ | ------------------------------------------------------ |
| 2009  | No clasificó     | No clasificó | No clasificó | No clasificó | No clasificó | No clasificó | No clasificó | No clasificó | No clasificó | No clasificó                                           |
| 2011  | Fase de grupos   | 13°          | 3            | 0            | 1            | 2            | 1            | 3            | -2           | Alou Bagayoko (1)                                      |
| 2014  | Cuartos de final | 6°           | 4            | 2            | 1            | 1            | 6            | 5            | +1           | Ibourahima Sidibé (2)                                  |
| 2016  | Subcampeón       | 2°           | 6            | 3            | 2            | 1            | 6            | 6            | 0            | Dieng, Diarra, Bissouma, Koita, Sinayoko y Sissoko (1) |
| 2018  | No clasificó     | No clasificó | No clasificó | No clasificó | No clasificó | No clasificó | No clasificó | No clasificó | No clasificó | No clasificó                                           |
| 2021  | Subcampeón       | 2°           | 6            | 2            | 3            | 1            | 3            | 3            | 0            | Bagayoko, Samaké y Diallo (1)                          |
| 2023  | Fase de grupos   | 15°          | 2            | 0            | 1            | 1            | 3            | 4            | -1           | Sinayoko, Diaby y Kalaba (1)                           |
| 2025  | No clasificó     | No clasificó | No clasificó | No clasificó | No clasificó | No clasificó | No clasificó | No clasificó | No clasificó | No clasificó                                           |
| Total | 5/8              | 5°           | 21           | 7            | 8            | 6            | 19           | 21           | -2           | Sidibé y Sinayoko (2)                                  |

## Jugadores

### Última convocatoria
Los siguientes jugadores fueron convocados para los partidos amistosos ante Comoras y República Centroafricana celebrados en marzo de 2025.
| N.º | Nombre              | Posición      | Edad    | PJ | Goles | Club                     |
| --- | ------------------- | ------------- | ------- | -- | ----- | ------------------------ |
| 1   | Ismael Diawara      | Portero       | 30 años | 10 | 0     | I. K. Sirius             |
| 16  | Djigui Diarra       | Portero       | 30 años | 67 | 0     | Young Africans S. C.     |
| 22  | Youssouf Koita      | Portero       | 24 años | 1  | 0     | Djoliba A. C.            |
| 2   | Cheick Oumar Konaté | Defensa       | 21 años | 2  | 0     | Clermont Foot            |
| 3   | Amadou Dante        | Defensa       | 24 años | 11 | 0     | F. C. Arouca             |
| 5   | Abdoulaye Diaby     | Defensa       | 25 años | 8  | 0     | F. C. St. Gallen         |
| 6   | Sikou Niakaté       | Defensa       | 26 años | 14 | 0     | S. C. Braga              |
| 13  | Moussa Diarra       | Defensa       | 24 años | 5  | 0     | Deportivo Alavés         |
| 15  | Mamadou Fofana      | Defensa       | 27 años | 44 | 1     | New England Revolution   |
| 21  | Salim Diakité       | Defensa       | 25 años | 6  | 0     | Palermo F. C.            |
|     | Fodé Doucouré       | Defensa       | 24 años | 5  | 0     | Red Star F. C.           |
|     | Issiar Dramé        | Defensa       | 26 años | 0  | 0     | C. F. Estrela da Amadora |
| 4   | Mamadou Sangaré     | Mediocampista | 23 años | 6  | 0     | S. K. Rapid Viena        |
| 8   | Kamory Doumbia      | Mediocampista | 22 años | 22 | 11    | Stade Brest              |
| 10  | Yves Bissouma       | Mediocampista | 28 años | 43 | 5     | Tottenham Hotspur F. C.  |
| 11  | Lassana Coulibaly   | Mediocampista | 29 años | 45 | 0     | U. S. Lecce              |
| 12  | Mohamed Camara      | Mediocampista | 25 años | 32 | 3     | Al-Sadd S. C.            |
| 19  | Ibrahima Sissoko    | Mediocampista | 27 años | 1  | 0     | V. f. L. Bochum          |
| 23  | Aliou Dieng         | Mediocampista | 27 años | 43 | 2     | Al-Kholood Club          |
| 7   | Dorgeles Nene       | Delantero     | 22 años | 23 | 7     | Red Bull Salzburgo       |
| 9   | El Bilal Touré      | Delantero     | 23 años | 25 | 9     | V. f. B. Stuttgart       |
| 14  | Youssoufou Niakaté  | Delantero     | 32 años | 7  | 1     | Baniyas Club             |
| 17  | Mamadou Camara      | Delantero     | 24 años | 2  | 0     | Stade Laval              |
| 18  | Mustapha Sangaré    | Delantero     | 26 años | 1  | 0     | P. F. C. Levski Sofia    |
| 20  | Sékou Koïta         | Delantero     | 25 años | 35 | 4     | P. F. C. CSKA Moscú      |
|     | Ibrahima Koné       | Delantero     | 26 años | 22 | 13    | Al-Okhdood Club          |
|     | Mamadou Doumbia     | Delantero     | 19 años | 3  | 1     | Watford F. C.            |

### Máximos goleadores
Actualizado al 3 de febrero del 2024.
| # | Jugador          | Periodo   | Goles | Partidos | Prom. |
| - | ---------------- | --------- | ----- | -------- | ----- |
| 1 | Seydou Keïta     | 1998-2015 | 25    | 102      | 0.25  |
| 2 | Frédéric Kanouté | 2004-2010 | 23    | 38       | 0.77  |
| 3 | Cheick Diabaté   | 2005-2016 | 15    | 38       | 0.39  |
| 4 | Salif Keïta      | 1964-1972 | 13    | 28       | 0.46  |
| 4 | Modibo Maïga     | 2007-2016 | 13    | 59       | 0.22  |
| 5 | Bassala Touré    | 1994-2008 | 11    | 69       | 0.18  |
| 5 | Ibrahima Koné    | 2017-Act. | 11    | 12       | 0.92  |

### Mayores participaciones
| # | Jugador          | Periodo   | Goles | Partidos |
| - | ---------------- | --------- | ----- | -------- |
| 1 | Seydou Keïta     | 1998-2015 | 102   | 25       |
| 2 | Adama Tamboura   | 2004-2015 | 84    | 0        |
| 3 | Adama Coulibaly  | 1998-2014 | 77    | 1        |
| 4 | Mahamadou Diarra | 1998-2012 | 71    | 6        |
| 5 | Bassala Touré    | 1994-2008 | 69    | 11       |

## Entrenadores
- Ben Oumar Sy (1960-1966)
- György Tóth (1966-1970)
- Karl-Heinz Weigang (1970-1973)
- Mykola Holovko (1979-1982)
- Kidian Diallo (1982-1989)
- Molobaly Sissoko (1989-1993)
- Mamadou Keïta (1993-1997)
- Christian Sarramagna (1998-2000)
- Romano Mattè (2000-2001)
- Henryk Kasperczak (2001-2002)
- Christian Dalger (2002-2003)
- Henri Stambouli (2003-2004)
- Alain Moizan (2004)
- Mamadou Keïta (2004-2005)
- Pierre Lechantre (2005-2006)
- Amadou Pathé Diallo (2006)
- Jean-François Jodar (2006-2008)
- Stephen Keshi (2008-2010)
- Alain Giresse (2010-2012)
- Amadou Pathé Diallo (2012)
- Patrice Carteron (2012-2013)
- Amadou Pathé Diallo (2013)
- Henryk Kasperczak (2013-2015)
- Alain Giresse (2015-2017)
- Mohamed Magassouba (2017-2022)
- Éric Chelle (2022-2024)
- Tom Saintfiet (2024-presente)

## Palmarés

### Copa Africana de Naciones
- Subcampeón (1): 1972.
- Tercer puesto (2): 2012 y 2013.
- Cuarto puesto (3): 1994, 2002 y 2004.

### Campeonato Africano de Naciones
- Subcampeón (2): 2016 y 2020.

### Copa Amílcar Cabral
- Campeón (3): 09, 12 y 18

.
- Subcampeón (4): 1979, 1981, 1987 y 1988.